# Jehuda Leo Picard
Jehuda Leo Picard (hebrejsky: יהודה ליאו פיקרד, Jehuda Leo Pikard; 3. června 1900 – 4. dubna 1997) byl izraelský geolog a hydrolog.

## Biografie
Narodil se v Kostnici v Německém císařství. Studoval na univerzitách ve Freiburgu, Berlíně, Paříži, Londýně a učil na Florentské univerzitě. Britskou mandátní Palestinu poprvé navštívil v roce 1922 a o dva roky tam na trvalo přesídlil a založil katedru geologie na Hebrejské univerzitě v Jeruzalémě. V roce 1943 publikoval knihu Structure and Evolution of Palestine, která se stala pramennou literaturou pro studium geologie v Izraeli.
Byl odborníkem na hydrogeologii a publikoval o paleontologii, stratigrafii, strukturální geologii a tektonice, mineralogii a rudných ložiscích.
V roce 1955 byl jmenován předsedou výboru UNESCO pro aridní oblasti.
Zemřel v roce 1997 v kibucu Ginegar v severním Izraeli ve věku 97 let.

## Ocenění a památka
- V letech 1951 až 1953 byl historicky prvním prezidentem Izraelské geologické společnosti.
- V roce 1958 mu byla udělena Izraelská cena[1]
- V roce 1981 obdržel cenu Jakir Jerušalajim[2]
- V jeruzalémské čtvrti Har Choma nese jeho jméno jedna z ulic.
- Pojmenováno je po něm též Leo Picard Groundwater Research Center v rechovotském kampusu Hebrejské univerzity

## Vybrané dílo
Níže jsou uvedena díla vydaná v angličtině, němčině a francouzštině:
- 1923, Die fraenkische Alb von Weissenburg i. B. und Umgebung
- 1928, Ein Eocaenprofil des Gilboas in Palaestina
- 1928, Zur Geologie der Kischon-Ebene
- 1929, Zur Geologie der Besan-Ebene
- 1930, Upper Cretaceous (chiefly Campanian and Maestrichtian) Gasteropoda and Pelecypoda from Palestine
- 1931, Geological researches in the Judean desert : with geological map and illustrations
- 1932, Zur geologie des mittleren Jordantales :(zwischen Wadi El-Oeschsche und Tiberiassee)
- 1933, Zur postmiocänen Entwicklungsgeschichte der Kontinentalbecken Nord-Palästinas
- 1936, Conditions of underground water in the Western Emek (plain of Esdraelon)
- 1936, On the geology of the Gaza-Beersheba district
- 1937, On the structure of the Arabian Peninsula
- 1937, On the geology of the central coastal plain : with a geological sketch map and 7 figures in the text
- 1938, The geology of New Jerusalem
- 1939, Outline on the tectonics of the earth :with special emphasis upon Africa
- 1940, Groundwater in Palestine
- 1943, Structure and evolution of Palestine, with comparative notes on neighbouring countries
- 1952, Geomorphogenic regions of the Negev, 1:250,000
- 1952, Geomorphogeny of Israel
- 1954, The structural pattern of Palestine, Israel and Jordan
- 1962, Rapport d’une mission d’etude geologique au Dahomey
- 1963, The quaternary in the Northern Jordan Valley
- 1964, Geological map, Israel
- 1965, The geological evolution of the quaternary in the central-northern Jordan Graben, Israel
- 1966, Vom Bodensee nach Erez Israel : Pionierarbeit fur Geologie und Grundwasser seit 1924
- 1966, Stratigraphic position of the Ubeidiya formation
- 1966, Geological report on the lower Pleistonecene deposits of the Ubeidiya excavations
- 1968, On the structure of the Rhinegraben with comparative notes on Levantgraben feature
- 1973, General aspects of Israel’s oil search
- 1974, The Triassic
- 1987, The Jurassic stratigraphy in Israel and the adjacent countries